# Olimpiada Wiedzy o Unii Europejskiej (pułtuska)
Olimpiada wiedzy o Unii Europejskiej (pułtuska) – nieistniejąca olimpiada szkolna organizowana corocznie od 2003 do roku szkolnego 2009-2010 przez Akademię Humanistyczną im. Aleksandra Gieysztora w Pułtusku. Przewodniczącym Komitetu Głównego Olimpiady był dr Marek Nadolski.
W latach 2000–2002 organizator przeprowadził dwie edycje Konkursu Wiedzy o Europie, a 18 lipca 2002 w drodze konkursu zorganizowanego przez Ministerstwo Edukacji Narodowej i Sportu uzyskał zgodę na organizację olimpiady w latach kolejnych.
Zawody podzielone były na trzy części:
- etap szkolny – rozwiązanie testu (45 minut),
- etap okręgowy – w części pierwszej rozwiązanie testu (45 minut), w części drugiej – odpowiedź ustna,
- etap centralny – test pisemny (45 minut), odpowiedź ustna i quiz.

Uprawnienia wynikające z uzyskania statusu laureata, bądź finalisty były zróżnicowane w zależności od danej uczelni. Decyzje senatów mogły pozwolić na całkowite lub częściowe zwolnienie z rekrutacji na studia. Poza tym laureaci i finaliści uzyskiwali zwolnienie z przedmiotu wiedza o społeczeństwie na egzaminie maturalnym.
Od 2008 laureaci zapraszani byli do udziału w letnim obozie Wioska olimpijska organizowanym przez Stowarzyszenie Naukowe Collegium Invisibile pod patronatem rektorów uniwersytetów Jagiellońskiego oraz Warszawskiego.